# Боян Дуранкев
Боян Любомиров Дуранкев е български икономист, специалист по маркетинг и стратегическо планиране.

## Биография
През 1980 година завършва специалност социално-икономическо планиране в Университета за национално и световно стопанство, където продължава неговата академична и научна кариера. Специализирал е в САЩ и Германия. През 1989 г. придобива степента доктор по икономика, през 1994 г. става доцент, а през 2010 г. – професор. Изпълнява длъжността главен секретар в УНСС.
Боян Дуранкев е автор на повече от 70 статии, студии и книги. Преподавател по маркетинг и маркетингови комуникации в Университета за национално и световно стопанство, и Висшето училище по застраховане и финанси.
Член е на Управителния съвет на Българската асоциация по маркетинг. 